# 627-й истребительный авиационный полк
627-й истребительный авиационный полк (627 иап) — воинская часть (авиационный полк) Военно-воздушных сил (ВВС) РККА, Вооружённых Сил Союза ССР принимавшая участие в боевых действиях Великой Отечественной войны.

## История наименований полка
За весь период своего существования полк несколько раз менял своё наименование:
- 627-й истребительный авиационный полк;
- 627-й смешанный авиационный полк.

## История полка
627-й истребительный авиационный полк сформирован 9 ноября 1941 года при 13-м запасном истребительном авиаполку Приволжского военного округа в г. Кузнецк Пензенской области по штату 015/174 на самолётах И-16. Был единственным полком, сформированным в конце 1941 г. на И-16: самолёты были взяты из московского аэроклуба с выработавшими ресурс двигателями. На всех самолётах были установлены моторы, снятые с учебно-тренировочных УТИ-4 (также не новых), шасси выполнили заменой колёс на неубираемые лыжи.
По окончании формирования полк передан в состав ВВС Западного фронта, где 29 декабря 1941 года приступил к боевой работе в составе 77-й смешанной авиационной дивизии ВВС Западного фронта на самолётах И-16. Приём полка на фронте был организован формально. В штабе 77-й дивизии были осведомлены об укомплектовании полка молодыми лётчиками-инструкторами Качинской школы, имеющих малый опыт полётов и не имеющих боевой опыт, подготовку к боевым действиям не контролировали. За первых пять боевых дней к исходу 4 января 1942 года полк потерял 14 И-16 из 15 состоящих на вооружении, из них боевые потери составили пять И-16, а остальные пришлось списать в результате аварий.
Первая известная воздушная победа полка в Отечественной войне одержана 31 января 1942 года: парой И-16 в воздушном бою сбит немецкий бомбардировщик Ju-88.
По расформировании 77-й смешанной авиационной дивизии полк с 7 января 1942 года действовал в составе ВВС 43-й армии Западного фронта, где принимал участие в Ржевский-Вяземской операции. На 13 марта 1942 года полк базировался на аэродроме Адуево в составе 7 самолётов И-16 (5 исправных и 2 неисправных) и 10 лётчиков. Аэродромное обслуживание на тот момент обеспечивал 258 бао. 13 марта 1942 года 627 иап переводился с аэродрома Адуево на аэродром Износки. После расформирования ВВС армии полк 9 мая 1942 года был переформирован в смешанный авиационный полк на самолётах И-16 и У-2 за счёт вливания в него 350-й отдельной авиационной эскадрильи связи. Оперативно полк был подчинён штабу 43-й армии Западного фронта. Далее последовательно полк входил в состав 29-й армии и 1-й воздушной армии Западного фронта. 27 февраля 1943 года полк был расформирован в 1-й воздушной армии Западного фронта.
В состав действующей армии полк входил с 29 декабря 1941 года по 27 февраля 1943 года.

## Руководство полка
- Командир полка майор Воротников Аркадий Никифорович с 17.12.1941 по март 1943 г. С марта 1943 года заместитель командира, подполковник 1 утабр (3 оутап) 1 ВА.[6]
- Комиссар полка батальонный комиссар Фериери Петр Николаевич. С марта 1943 года зам командира по политчасти 172 иап.[7]
- Начальник штаба майор Мерзеликин Михаил Прокофьевич, с 17.12.1941. С марта 1943 года Начальник штаба 1 утабр (3 оутап) 1 ВА.[8]

## Отличившиеся воины полка
- Сидоров Николай Григорьевич, командир 1-й авиационной эскадрильи полка, удостоен Указом Верховного Совета СССР от 18 августа 1945 года звания Герой Советского Союза будучи майором, штурманом 329-й истребительной авиационной дивизии 4-й воздушной армии. Золотая Звезда № 8732.
- Занин, Иван Дмитриевич, с марта 1942 года по 9 мая 1942 года был лётчиком, командиром звена, заместителем командира эскадрильи полка. Удостоен Указом Верховного Совета СССР от 18 августа 1945 года звания Герой Советского Союза будучи капитаном, командиром эскадрильи 312-го штурмового авиационного полка. Золотая Звезда № 8620.

## Итоги боевой деятельности полка
Всего за годы Великой Отечественной войны полком:
| Выполнено боевых вылетов | Проведено воздушных боёв | Сбито самолётов противника |
| ------------------------ | ------------------------ | -------------------------- |
| 1173                     | 30                       | 8                          |

Свои потери:
| Потеряно самолётов, всего | Погибло лётчиков всего |
| ------------------------- | ---------------------- |
| 4                         | 2                      |

## Самолёты на вооружении
| Период                  | Самолёты | Фото                            | Период                  | Самолёты | Фото     |
| ----------------------- | -------- | ------------------------------- | ----------------------- | -------- | -------- |
| 09.11.1941 — 27.02.1943 | И-16     | Polikarpov I-16-Spain (clipped) | 09.05.1942 — 27.02.1943 | У-2      | Po-2.jpg |